# Blairville
Blairville je francouzská obec v departementu Pas-de-Calais v regionu Hauts-de-France. Žije zde 306 obyvatel.

## Geografie

### Sousední obce
| Růžice kompasu | Rivière    | Wailly  |                        | Růžice kompasu |
| Růžice kompasu |            | Sever   | Ficheux                | Růžice kompasu |
| Růžice kompasu | Blairville |         | Ficheux                | Růžice kompasu |
| Růžice kompasu | Jih        |         | Ficheux                | Růžice kompasu |
| Růžice kompasu | Ransart    | Adinfer | Hendecourt-lès-Ransart | Růžice kompasu |